# Landesarbeitsgemeinschaft Lesben in Nordrhein-Westfalen
Die Landesarbeitsgemeinschaft Lesben in Nordrhein-Westfalen e. V. (kurz: LAG Lesben in NRW e. V.) ist ein als Verein organisierter, überparteilicher Zusammenschluss von 48 lesbischen Gruppen, Vereinen, Initiativen und Projekten in Nordrhein-Westfalen.

## Ziele und Aufgaben
Die LAG Lesben in NRW ist aus der Lesbenbewegung, die im Zuge der Frauenbewegung seit den 1970er Jahren entstanden war, hervorgegangen und wurde 1996 als Verein in Düsseldorf gegründet. Sie will lesbisches Leben im öffentlichen Raum sichtbarer machen und Frauen Mut machen, ihre lesbische Identität offen zu leben. Sie setzt sich dafür ein, die Lebenssituation lesbischer Frauen zu verbessern, ihre gesellschaftliche Akzeptanz und Teilhabe zu erhöhen und allgemein der Diskriminierung von Lesben, Schwulen und anderen Minderheiten entgegenzuwirken. Darum unterstützt sie auch die Forderung des LSVD nach der Aufnahme des Rechts auf sexuelle Selbstbestimmung in den Artikel 3 des Grundgesetzes für die Bundesrepublik Deutschland.
Die LAG vernetzt ihre Mitgliedsgruppen in ganz NRW, indem sie Veranstaltungen und Öffentlichkeitsarbeit initiiert, organisiert und koordiniert. Sie fungiert als Schnittstelle zwischen den Ehrenamtlichen und Beraterinnen ihrer Mitgliedsgruppen auf der einen Seite und der Politik und Verwaltung auf der anderen. Sie tritt in öffentlichen Veranstaltungen zum Thema gleichgeschlechtliche Lebensweise auf. Lesben, die in ihrer Kommune eine Gruppe gründen wollen, berät die LAG zur lesbisch-schwulen Kommunalpolitik. Die LAG Lesben in NRW wird vom Ministerium für Gesundheit, Emanzipation, Pflege und Alter des Landes Nordrhein-Westfalen gefördert.
Die LAG ist unter anderem Mitglied im parteilich und konfessionell unabhängigen Frauenrat NRW, der vier Millionen Frauen aus den unterschiedlichen gesellschaftlichen Bereichen vertritt.

## Aktivitäten

### Augspurg-Heymann-Preis
2009 bis 2015 lobte die LAG Lesben in NRW jährlich den Augspurg-Heymann-Preis aus, um lesbische Frauen auszuzeichnen, die im Sinne der Ziele des Vereins öffentlich wirken. Der Preis wurde im ganzen Bundesgebiet vergeben. Preisträgerinnen waren: Mirjam Müntefering (2009), Maren Kroymann (2010), Tanja Walther-Ahrens (2011), Inge von Bönninghausen (2012) und Susanne Baer (2013) 2014 ging der Preis an die Frauenärztin, Psychotherapeutin und Sexualtherapeutin Maria Beckermann. 2015 ging der Preis an Gudrun Fertig und Manuela Kay, den beiden Verlegerinnen vom Special Media SDL.
Im November 2015 entschied die LAG Lesben in NRW, den Preis für couragierte Lesben nicht mehr nach Augspurg und Heymann zu benennen, nachdem bekannt wurde, dass Heymann 1907 auf einer Veranstaltung des Verbandes Fortschrittlicher Frauenvereine in Frankfurt am Main gesagt haben soll, dass man sich nicht scheuen dürfe, „Gesetze für die Vernichtung körperlicher und geistiger Krüppel“ zu verlassen.

### CouLe – Preis für Couragierte Lesben
Seit 2017 verleiht die LAG Lesben in NRW jährlich den CouLe Preis für Couragierte Lesben. Die Neukonzeptionierung des Preises für Couragierte Lesben war erforderlich geworden, nachdem 2015 Aussagen von Lida Gustava Heymann aus dem Jahr 1907 publik wurden, die mit der Zielsetzung des Preises nicht vereinbar waren. Die Jury hat diesen Anlass im Jahre 2016 dazu genutzt, die inhaltliche Ausgestaltung des Preises den aktuellen politischen Debatten und gesellschaftspolitischen Aufgabenstellungen anzupassen.

### Arcus-Stiftung
2010 gründete die LAG Lesben in NRW zusammen mit dem Schwulen Netzwerk NRW nach einer zehnjährigen Vorbereitungszeit die Stiftung ARCUS (lat. Regenbogen), deren Träger die beiden Landesverbände sind. Es ist die erste Stiftung in Deutschland, die Lesben und Schwule gemeinsam gründeten. Sie will Projekte fördern, die sich für mehr Akzeptanz von Homosexuellen einsetzen. Die Patenschaft hatte die nordrhein-westfälische Ministerin Barbara Steffens übernommen; Botschafter sind die Fernsehmoderatorin Bettina Böttinger und der Schauspieler Klaus Nierhoff.
2013 initiierte die Stiftung am Mahnmal für die schwulen und lesbischen Opfer des Nationalsozialismus in Köln eine Gedenkfeier erstmals mit dem Schwerpunkt auf die lesbischen Opfer.
2014 veranstaltet die Arcus-Stiftung zusammen mit der Bundesstiftung Magnus Hirschfeld die Hirschfeld-Tage, die unter dem Motto L(i)ebe die Vielfalt an 16 Orten mit 90 Veranstaltungen in ganz NRW stattfinden. Die LAG fördert als Partnerin die Hirschfeld-Tage.

### Kampagnenbüroanders und gleich – Nur Respekt Wirkt
Der Verein ist Trägerin des von der Landesregierung Nordrhein-Westfalen geförderten Kampagnenbüros anders und gleich – Nur Respekt Wirkt, das Öffentlichkeitsarbeit zum Thema Gleichstellung sexueller und geschlechtlicher Vielfalt unter Einbezug der LSBTTI-Gruppen (Kürzel für Menschen mit einer lesbischen, schwulen, bisexuellen, transsexuellen, transgender- oder intersexuellen Identität) und in enger Abstimmung mit der Landesregierung professionell gestaltet. Die Kampagne wurde offiziell am 10. Mai 2012 auf der Fachtagung „anders und gleich in NRW“ an der Ruhr-Universität Bochum gestartet.
Bereits 2011 ließ die LAG Lesben in NRW im Vorfeld der Frauenfußballweltmeisterschaft in Deutschland Plakatmotive und Banner für die Aktion 20ELF – Fußball ist alles – auch lesbisch! Für Offenheit und Akzeptanz von Homosexualität im Fußball erstellen. Zehn Frauen von der LAG versuchten ein Spruchband mit der Aufschrift Fußball ist alles – auch lesbisch ins WM-Stadion Mönchengladbach zum Spiel Brasilien gegen Australien zu bringen, was ihnen von der FIFA verboten wurde. Auf Nachfrage der taz entschuldigte sich die FIFA für den Vorfall.

## Publikationen
- Generationengespräche: LesbenLeben Gestern – Heute – Morgen, Tagungsdokumentation, Düsseldorf 2003.
- Michaela Herbertz-Floßdorf: Regenbogenfamilie – werden und sein. Expertise zur Situation und Bedarfen von lesbischen Eltern in NRW, herausgegeben von der LAG Lesben in NRW e. V., gefördert vom Ministerium für Gesundheit, Emanzipation, Pflege und Alter des Landes Nordrhein-Westfalen. 2012. (pdf)
- Handbuch zur lesbisch-schwulen Kommunalpolitik
- Ulrike Roth: Coming-Out im Netz!? Die Bedeutung des Internets im Coming-out von queer-lesbischen Frauen. Studien Netzwerk Frauen- und Geschlechterforschung NRW Nr. 22, LAG Lesben in NRW e. V., Düsseldorf, 2015.(online)

## In der überregionalen Presse
- „Coming Out vertagt“ TAZ.de, September 2007
- „Wer ausgrenzt, muss integrieren“ TAZ.de, April 2007
- „Laschet bleibt hetero“ TAZ.de, April 2007